# Tulbing
Tulbing är en ort och kommun  i Österrike. Den ligger i distriktet Tulln och förbundslandet Niederösterreich, 20 km nordväst om huvudstaden Wien.
Kommunen består av fem orter (Ortschaften) (inom parentes invånarantal 1 januari 2024):
- Chorherrn (186)
- Katzelsdorf (1 024)
- Tulbing (1 100)
- Tulbingerkogel (271)
- Wilfersdorf (734)